# علم فرق
علم فِرَق، آگاهی از عقاید کلامی گروه‌های مختلف اسلامی و ماهیت آنها است.

## تاریخچه
پیشگامِ در این علم، هشام بن محمد بن کلبی (م ۲۰۶ ق) است. ابن سکّیت (م ۲۴۴ ق) معلم فرزندان متوکل نیز که به جرم تشیع به شهادت رسید، کتاب الفرق داشته‌است. از شیعیان دیگری که در این زمینه به تألیف پرداخته‌اند، می‌توان از نصر بن صباح (قرن ۳ق) و ابوالمظفر محمد بن احمد نُعیمی (از اصحاب حسن به علی عسگری) نام برد که هر یک، کتابی با عنوان فرق الشیعه داشته‌اند. سپس حسن بن موسی نوبختی (م ۳۱۰ ق) کتابهایی در این زمینه تدوین کرد. عنوان کتابهای وی ادیان العرب، کتاب الآراء و الدیانات و کتاب الفرق است که فرقه‌های شیعی را در آن، برشمرده است.

## کتب
از دیگر کتابهایی که شیعیان در این موضوع تدوین کرده‌اند، المقالات و الفرق از سعد بن عبدالله اشعری (م ۲۹۹ یا ۳۱۰ ق) است. تشابه فراوان مطالب دو کتاب المقالات و الفرق و فرق الشیعه نوبختی (در حدود نود درصد مطالب). موجب شده تا عده ای همچون عباس اقبال، این دو کتاب را، یک کتاب دانسته و در نتیجه، فرق الشیعه موجود را از آنِ نوبختی ندانند و نسخه ای ناقص از المقالات و الفرق قلمداد کنند.
همچنین مسعودی (م ۳۴۶ق)، کتابهایی همچون المقالات فی اصول الدیانات و الابانه فی اصول الدیانات داشته‌است که از عناوین کتب پیداست به بحث در موضوع فِرَق، اختصاص داشته‌است. شیخ صدوق (م ۳۸۱ق) نیز کتاب الفرق داشته‌است.

## رشد
در واقع، پس از گذشت سه قرن از حیات اسلام، ضرورت دسته‌بندی این فرقه‌ها و بیان تمایز هر یک از دیگری برای رهایی مراجعه کننده گان از سرگردانی احساس می‌شد. از این رو، نیاز به تدوین علمی که در آن عقاید و آرای گروه‌های مختلف منتسب به اسلام بیان شده باشد، بیش از پیش احساس شد؛ لذا رشد این علم از قرن چهارم آغاز شد.